# نسن سیتی (میشیگان)
نسن سیتی (به انگلیسی: Nessen City) یک منطقهٔ مسکونی در ایالات متحده آمریکا است که در میشیگان واقع شده‌است. نسن سیتی ۳٫۱ کیلومتر مربع مساحت و ۹۷ نفر جمعیت دارد و ۲۶۱ متر بالاتر از سطح دریا واقع شده‌است.